# ストーカー (護衛空母)
|          |                                         |
| 艦歴     |                                         |
| 発注     |                                         |
| 起工     | 1941年10月6日                           |
| 進水     | 1942年3月5日                            |
| 就役     | 1942年12月21日                          |
| 退役     | 1945年12月29日                          |
| 除籍     | 1946年3月20日                           |
| その後   | スクラップとして売却                    |
| 性能諸元 |                                         |
| 排水量   | 14,400トン                              |
| 全長     | 491 ft 6 in (150 m)                     |
| 全幅     | 105 ft (32 m)                           |
| 吃水     | 26 ft (7.9 m)                           |
| 機関     | 蒸気タービン1軸推進、8,500shp           |
| 最大速   | 18 ノット (33 km/h)                     |
| 航続距離 |                                         |
| 乗員     | 士官、兵員646名                         |
| 兵装     | 4インチ砲2門、40mm機銃8基、20mm機銃20基 |
| 搭載機   | 20                                      |

ハムリン (USS Hamlin, AVG/ACV/CVE-15) は、アメリカ海軍の護衛空母。ボーグ級航空母艦の1隻。

## 艦歴
ハムリンは海事委任契約の下カリフォルニア州サンフランシスコのウェスタン・パイプ&スチール社で1941年10月6日に起工する。1942年3月5日にウィリアム・H・シェア夫人によって進水し、1942年8月20日に ACV-15（補助空母）に艦種変更される。1942年12月21日にレンドリース法に基づきイギリス海軍に移管される。1943年7月15日に CVE-15（護衛空母）に艦種変更され、艦はストーカー (HMS Stalker, D91) と改名され、イギリス海軍で就役した。
ストーカーはニューヨークへ向かい、1943年2月27日に到着した。それからカサブランカまで航空機を輸送し、その後イギリスへ向かい、チャタム工廠でイギリス海軍用への改修が行われた。ストーカーは1943年9月にはV部隊に所属してサレルノ上陸作戦（アヴァランチ作戦）に参加し、1944年8月には第88.2任務群に所属してフランス南部への上陸作戦（ドラグーン作戦）に参加した。続いて9月から10月にかけてストーカーはエーゲ海で船舶攻撃などに従事した。
1945年2月、ストーカーは東インド艦隊に配属された。6月、マレー半島南部の写真撮影を目的としたバルサム作戦に護衛空母ケディーヴやアミールなどと共に参加。作戦中の6月20日には護衛空母搭載機がスマトラ島のメダンなどの飛行場攻撃を実施した。
1945年12月29日にアメリカに返還され、1946年3月20日に除籍、アラバマ州モービルのウォーターマン・スチームシップ社に売却された。1947年8月にはオランダに転売され、Riouw と改名される。その後1968年に Lobito と改名され、1975年9月に台湾でスクラップとして廃棄された。